# Leonid Sołowjow
Leonid Wasilijewicz Sołowjow (ros. Леонид Васильевич Соловьёв; ur. 19 sierpnia 1906 w Trypolisie, zm. 9 kwietnia 1962 w Leningradzie) – radziecki pisarz i scenarzysta.

## Życiorys
Urodził się w rodzinie pomocnika inspektora północnosyryjskich szkół cesarskiej prawosławnej wspólnoty palestyńskiej. W 1909 rodzina powróciła do Rosji, a w 1921 osiedliła się w Kokandzie.
Publikować zaczął w 1923 roku w gazecie „Turkiestańska Prawda”. W 1930 przeniósł się do Moskwy i rozpoczął studia na wydziale literatury i scenariuszy Instytutu Kinematografii.
Był autorem dylogii o Chodży Nasreddinie:
- cz. 1: Mąciwoda (lub: Przygody Hodży Nasreddina) (1940)
- cz. 2: Zaczarowany książę. Hodży Nasreddina przygód księga druga (1954)

Według jego scenariuszy nakręcono filmy o Hodży Nasreddinie. Napisał także scenariusz do filmu Szynel na podstawie „Płaszcza” Gogola.

## Wybrane scenariusze filmowe
- 1943: Przygody Nasreddina
- 1944: Iwan Nikulin, rosyjski marynarz
- 1959: Szynel